# SUMMER SPECIAL Pinocchio / Hot Summer
《SUMMER SPECIAL Pinocchio / Hot Summer》是韓國女子音樂團體f(x)的第一張日語单曲。於2015年7月22日發售。此单曲也是Sulli退团前的最后一張作品。

## 概要
- 收錄曲《Pinocchio》是f(x)第一張正規專輯《Pinocchio》中同名主打曲《Pinocchio》的日語版本。
- 收錄曲《Hot Summer》是f(x)第一張正規專輯Repackage《Hot Summer》中同名主打曲《Hot Summer》的日語版本，在2012年已经开始提供付费下载。
- 此專輯有2個版本，分別有「CD + DVD」和「CD ONLY」。DVD收錄《Pinocchio》和《Hot Summer》的MV；CD收錄《Pinocchio》和《Hot Summer》兩首歌曲。

## 收錄内容

### CD + DVD
CD:
1. 《Pinocchio》
2. 《Hot Summer》

DVD：
1. 《Pinocchio》(MV)
2. 《Hot Summer》 (MV)

### CD ONLY
CD:
1. 《Pinocchio》
2. 《Hot Summer》